# 大黑沙土镇
大黑沙土镇，是中华人民共和国内蒙古自治区乌兰察布市商都县下辖的一个乡镇级行政单位。

## 行政区划
大黑沙土镇下辖以下地区：
大营子村、朝阳河村、新民村、大黑沙土村、小黑沙土村、察卜淖村、八音村、西十大股村、磨石山村、东风村、东升村、红卫村、二喇嘛村、八角淖村、南大勿邓村、杨柳湾村、潭家营村、芷芨滩村、古庙滩村、东十大股村、四台坊村、头号村、十一号村、十二号村、毛忽庆村、西水泉村、大青沟房村、郝报沟村和哈北嘎村。